# Canadian Club

Logotipo de la marca.

Canadian Club es una marca de whisky de Canadá, popularmente conocida como C.C. Canadian Club. Fue fundada en 1858 por de Hiram Walker y se conocía como Walker’s Club Whiskey. Actualmente la marca es comercializada por Beam Inc."

## Historia
Walker fundó su destilería en 1858 en Detroit. Primero aprendió a destilar vinagre de sidra en su tienda de víveres en la década de 1830, antes de pasar a la producción de whisky en barriles en 1854. Sin embargo, debido a al movimiento a favor de la prohibición de la destilación en el estado de Míchigan, Walker decidió trasladarse a Windsor, Ontario. A partir de su traslado, Walker fue capaz de perfeccionar el proceso de destilación y comenzar a exportarlo. Waler creó Walkerville, una comunidad que él financiaba para sus empleados.
El whisky de Walker se hizo especialmente popular en los clubs de caballeros de finales del siglo XIX de Estados Unidos y Canadá, por lo que se le llamó Whisky Club. Debido a ello, Walker posicionó su Whisky Club como un licor de gran calidad, no solo por su suavidad y su pureza, sino también por su proceso de envejecimiento, ya que se elaboraba en barricas de roble durante un mínimo de cinco años. Este proceso fue revolucionario en aquella época, ya que entonces, los bourbons y whiskys se envejecían durante menos de un año.
El Whisky Club se hizo muy popular y los destiladores norteamericanos solicitaron la inclusión de la palabra “Canada” en la botella para diferenciarlo de los whiskys de la competencia. Walker cambió la etiqueta en 1889, añadiendo la palabra “Canadian” en la parte superior de la etiqueta, para distinguir su producto de los otros procesos de la época (escocés, irlandés, etc.) Walker mezclaba maíz y cebada, además de centeno, antes de introducirlo en los toneles de maduración, una receta que actualmente es conocida en todo el mundo como la del whisky canadiense.
En 1890 la palabra “Canadian” se incorpora en la parte inferior de la botella, añadiéndola al nombre del whisky. Este cambio fue solo temporal, ya que tres años más tarde el logotipo fue cambiado de nuevo, transformando el tipo de letra en el que actualmente vemos en todo el mundo.
No fue hasta que el gobierno estadounidense introdujo la ley “Bottled in bond” en 1894 que la población de Estados Unidos comenzó realmente a consumir Canadian Club. Esta ley obligaba a que en las etiquetas de los whiskys, se incluyera el tiempo de maduración. Así se reafirmó el hecho de que el envejecimiento del producto no era solo una moda, sino que mejoraba la calidad del licor.
Tras la muerte de Walker en 1899, la empresa pasó a manos de sus hijos. Con los años, la familia amplió sus negocios, empleando a casi la totalidad de la población de Walkerville, donde construyeron la comisaría de policía y la estación de bomberos, instalaron el agua corriente y la electricidad en las calles. En 1890, el gobierno canadiense reconoció Walkerville como ciudad, incorporándola en el condado de Windsor en 1935.
Durante los años de la ley seca en Estados Unidos, uno de los mejores clientes de la destilería fueron los gánsteres de Chicago. Se exportaron ilegalmente miles de botellas de Canadian Club a través de una ruta clandestina entre Windsor y Detroit.
Canadian Club ha recibido la Autorización real de los reyes británicos: Victoria de Inglaterra, Eduardo VII, Jorge V e Isabel II. Hiram Walker & Sons fue el único destilador norteamericano que ha recibido una autorización real.
La destilería continúa en Windsor, produciendo Wiser’s Whisky, Polar Ice Vodka, Lamb’s Rum y Malibu Rum. Canadian Club sigue produciéndose en la misma destilería bajo contrato con sus propietarios franceses Pernod Ricard.

## Publicidad
En 1967, Hiram Walker & Sons lanzaron la campaña de publicidad “Ocultar una botella”, donde diversos consumidores debían buscar una botella de Canadian Club que había sido escondida previamente en lugares exóticos de todo el mundo: el monte Kilimanjaro, el Salto Ángel, el monte Santa Helena y los Alpes suizos. La botella del monte Kilimanjaro no fue descubierta hasta 1970 por un periodista holandés que pasó sobre ella.
La campaña Ocultar una botella terminó oficialmente en 1971, iniciándose de nuevo en 1975, pero ocultando la botella en lugares de más fácil acceso, como el Valle de la Muerte y en la parte superior de un rascacielos de Nueva York. Esta segunda campaña publicitaria terminó en 1981. Un total de 16 botellas de las 22 que se ocultaron fueron recuperadas.

## Productos

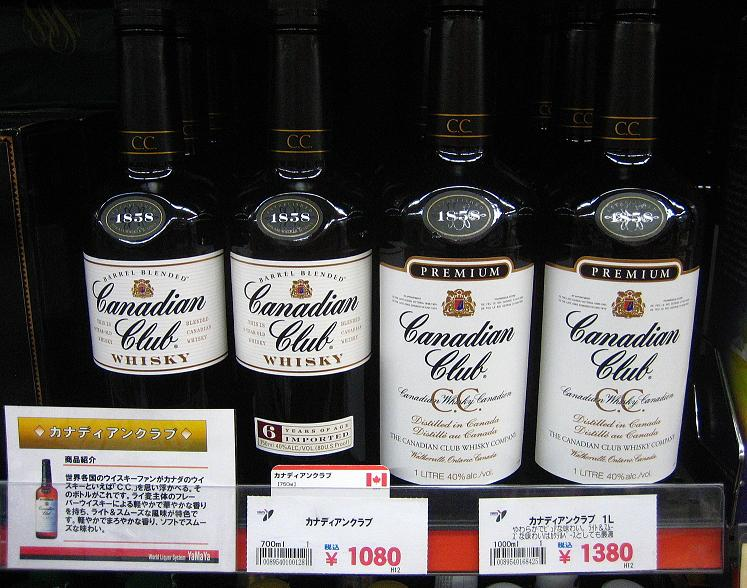
Botellas de Canadian Club

- Canadian Club 6 Year Old / Canadian Club Premium

- Canadian Club Reserva

- Canadian Club Classic

- Canadian Club 100 Proof

- Canadian Club Sherry Cask

- Canadian Club Dry